# João Guimarães Rosa
Pour les articles homonymes, voir Guimarães (homonymie) et Rosa.
Œuvres principales
Grande sertão: Veredas
João Guimarães Rosa, né le 27 juin 1908 à Cordisburgo (Minas Gerais) et mort le 19 novembre 1967 à Rio de Janeiro, est un médecin, écrivain et diplomate brésilien. Il est l’auteur d’une importante œuvre littéraire se composant de six recueils de nouvelles (dont deux posthumes) et surtout d’un monumental roman épique, à multiples strates, intitulé Grande Sertão: veredas (1956 ; paru en traduction française sous le titre de Diadorim), ouvrages dans lesquels, la plupart du temps, le sertão est le cadre de l'histoire, et qui se signalent par leurs innovations de langage, souvent déroutantes, mélangeant archaïsmes, mots et tournures des parlers populaires, régionalismes, termes érudits, vocables empruntés aux autres langues (que l’auteur connaissait en grand nombre), néologismes, purismes, altérations de mots et d’expressions idiomatiques, etc., à tel point que l’on parla à propos de cette œuvre de revolução rosiana, de révolution rosienne.

## Biographie
Né à Cordisburgo le 27 juin 1908, dans l'État brésilien du Minas Gerais, un peu au nord de la capitale Belo Horizonte, il était l'aîné des six enfants de Francisca Guimarães Rosa et du commerçant, juge de paix et conteur d’histoires Florduardo Pinto Rosa. Jeune enfant, il vécut chez ses grands-parents à Belo Horizonte, où il termina ses études primaires. Il suivit le cours secondaire dans un collège de São João del-Rei (situé à mi-chemin entre Belo Horizonte et Rio de Janeiro), puis revint à Belo Horizonte, où en 1925, âgé de seulement 16 ans, il entreprit des études de médecine à la Faculté de médecine de l'université fédérale du Minas Gerais. En 1930, il épousa Lígia Cabral Penna, âgée alors de seize ans, avec qui il eut deux filles : Vilma et Agnes.
Ayant cette même année 1930 obtenu son diplôme, il s’installa pour exercer sa profession à Itaguara (alors dans la municipalité d’Itaúna, Minas Gerais, à 70 km environ à l’ouest de Belo Horizonte), où il séjourna pendant deux ans. C’est dans cette localité qu’il se familiarisa avec le sertão qui plus tard constituerait une des références essentielles de son œuvre littéraire. En effet, sa fonction de médecin de campagne, l'amenait à parcourir à cheval, une région caractéristique de cet espace de la haute vallée du fleuve São Francisco. Il y acquit une certaine réputation de médecin compétent, et fréquenta notamment un guérisseur local, qui probablement le mit en contact avec le spiritisme.
Entre-temps, il s’adonna à l’étude de ce qui, dès l’enfance déjà, le passionnait : les langues étrangères (en commençant d’ailleurs par le français, qu’il se mit à étudier dès l’âge de sept ans); d'après ses déclarations, il se serait familiarisé avec plus d'une dizaine d'entre elles, dont le hongrois et le hindi. Voici à ce sujet ce qu'il précisait à une de ses cousines:

« Je parle portugais, allemand, français, anglais, espagnol, italien, espéranto, un peu de russe ; je lis le suédois, le néerlandais, le latin et le grec (mais avec un dictionnaire à portée de main) ; je comprends quelques dialectes allemands ; j'ai étudié la grammaire du hongrois, de l'arabe, du sanscrit, du lituanien, du polonais, du tupi, de l'hébreu, du japonais, du tchèque, du finnois, du danois ; j'en baragouine quelques autres. Mais toutes mal. Et je pense qu'étudier l'esprit et le mécanisme des autres langues aide beaucoup à une compréhension plus profonde de sa propre langue. Principalement quand on étudie pour le divertissement, par goût et pour le plaisir. »

Dans le même temps, il recueillait de la bouche des habitants illettrés du lieu, dans des carnets, les dénominations de toutes sortes d’animaux et de plantes, à côté d’une multitude d’expressions et de tournures régionales.
De retour d’Itaguara, Guimarães Rosa servit comme médecin volontaire de la Force Publique (actuelle Police militaire de l'État du Minas Gerais) durant la Révolution constitutionnaliste de 1932, à la tête du secteur dit du tunnel à Passa-Quatro (Minas Gerais), où il eut d’ailleurs des contacts avec le futur président du Brésil Juscelino Kubitschek, alors médecin-chef de l’hôpital de campagne. Plus tard, par voie de concours, il intégra le cadre de la Force publique. En 1933, il vint s’installer à Barbacena (entre Belo Horizonte et Rio de Janeiro), en qualité de médecin officier du 9e bataillon d’infanterie. C’est aussi à cette époque qu’il entreprend des recherches sur le jaguncismo, qui avait sévi dans la vallée du fleuve São Francisco jusqu’en 1930.

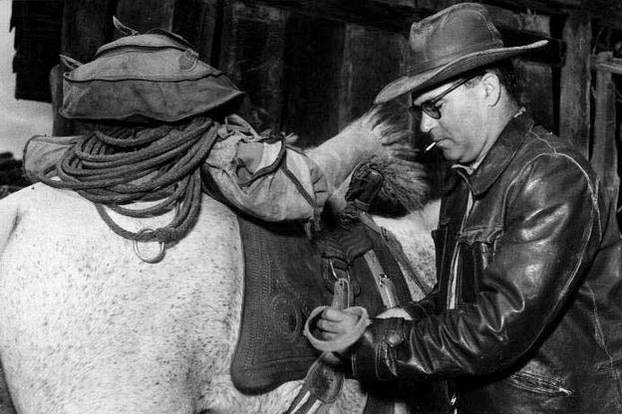
Guimarães Rosa en 1952.

En 1934, après avoir été reçu deuxième au concours d’entrée au Ministère des Affaires Étrangères, il entama une carrière diplomatique, qui l'amena à exercer pendant plusieurs années en Europe et en Amérique latine. Il renonçait ainsi à la profession médicale, une décision que, dans une lettre de mars 1934, il justifiait en ces termes : « Premièrement, tout travail matériel me répugne ; je ne puis m’épanouir que sur le terrain des théories, des textes, du raisonnement pur, des subjectivismes. Je suis un joueur d’échecs ; je ne pourrais jamais, par exemple, jouer au billard ou au football ».
La première fonction qu’il assuma à l’étranger fut celle de Consul adjoint du Brésil à Hambourg, en Allemagne, de 1938 à 1942. Pour aider des Juifs à fuir vers le Brésil, il fit octroyer, aidé de sa seconde épouse Aracy de Carvalho Guimarães Rosa, des visas en nombre bien supérieur au quota fixé légalement. Cette action humanitaire lui valut après guerre la reconnaissance de l’État d’Israël ; Aracy est du reste la seule femme brésilienne honorée dans le Jardin des Justes parmi les nations, au Musée de l’Holocauste, en Israël. Lorsqu’en 1942 le Brésil rompit ses relations diplomatiques avec l’Allemagne, il fut, avec d’autres diplomates, interné pendant quatre mois à Baden-Baden. Revenu la même année au Brésil, il occupa divers postes diplomatiques notamment à Bogota (secrétaire d’ambassade jusqu’en 1944), et à Paris (conseiller d'ambassade en 1948) ; à partir de 1951, il remplit divers postes de responsabilité à Rio de Janeiro, au Ministère des Affaires Étrangères, et notamment en tant que chef du service de délimitation territoriale, et, à ce titre, joua un rôle de médiateur dans les contentieux frontaliers avec le Pérou et le Paraguay.

Réception de Guimarães Rosa à l’Académie brésilienne des lettres en 1967.

Après une première tentative infructueuse en 1957, où dix voix seulement se portèrent sur son nom, il reposa en 1963 sa candidature à l’Académie brésilienne des lettres, où il fut élu à l’unanimité. Cependant, souffrant de problèmes cardiaques, il s’efforça de différer le plus possible son installation officielle. En 1967, il s'y résolut enfin, et la cérémonie eut lieu le jeudi 16 novembre ; le dimanche 19 novembre au matin, sa femme et sa petite-fille le trouvaient mort à sa table de travail. Auparavant, à l’initiative de ses éditeurs allemand, français et italien, il avait été proposé pour le prix Nobel de littérature.
L’homme Guimarães Rosa, dont l’œuvre pourtant regorge de violence, de passion, d’outrance, de questionnements métaphysiques, de poésie intense, d’écarts langagiers, était à la ville un homme affable et méthodique, prévenant, de haute stature, toujours impeccablement mis, avec son inséparable nœud papillon et ses grosses lunettes. Il évitait la presse et la publicité, se soustrayant autant que possible à la cohue des journalistes ; il est significatif qu’il n’accorda, de toute sa vie, que deux entretiens importants : en 1965, au critique allemand Günther Lorenz, et en 1966 au journaliste Fernando Camacho. En revanche, ses échanges par lettres avec les traducteurs (italien: Edoardo Bizarri, allemand: Meyer-Clason, français : J.J Villard, et anglais : Harriet de Onis) constituent des sources d'information très importantes pour la compréhension de son œuvre littéraire.

## Œuvre
La carrière d'écrivain de Rosa a débuté par la publication des quatre contes primés en 1929 par le jury du concours organisé par la revue Cruzeiro : Caçador de camurças (Chasseur de chamois), Chronos kai Anagke (Temps et Destin, en grec ancien), O Mistério de Highmore Hall et Makiné (comme Maquiné, grotte célèbre proche de sa ville natale). Son recueil de poèmes Magma obtint en 1936 le prix de poésie de l’Académie Brésilienne de Lettres, mais ne fut publié qu'en 1997 (Rio de Janeiro, Nova Fronteira).

### Sagarana
En 1938, sous le pseudonyme de Viator (mot latin signifiant voyageur), il prit part, avec une première version de Sagarana, au concours organisé par la maison d’édition José Olympio ; cependant, préférence fut donnée à Maria Perigosa, de Luís Jardim. Graciliano Ramos, juré du concours, qui avait voté pour le livre de Luís Jardim, relata, des années plus tard, qu’il avait ouvert « un cartable de cinq cents grandes pages : une douzaine de nouvelles énormes »; il y vit un « volume inégal », avec des « sommets qui étaient magnifiques, et des creux qui me déçurent ». Lorsque les nouvelles furent publiées en 1946, c'est-à-dire une dizaine d’années après, Graciliano les salua : « Je vois aujourd’hui, relisant Sagarana, que le volume de 500 pages s’est assez aminci et qu’il a gagné beaucoup en consistance par une longue et patiente dépuration », mais de relever dans la prose de Rosa des « cheminements de troupeau avec vingt adjectifs plus ou moins inconnus au lecteur ». L’année précédant la parution de cet ouvrage, qui connut un succès immédiat, Rosa avait fait un long périple à cheval à travers le sertão, afin de revoir les paysages et les gens de sa jeunesse, et, de fait, l’action de toutes les nouvelles de ce recueil se déroule dans le sertão, qui est, sinon explicitement nommé, toujours reconnaissable, avec ses plaines immenses, ses serras, ses fazendas (propriétés terriennes) de la taille d’un département français, les villages poussiéreux et torrides dépourvus de toute structuration sociale, etc. Cependant, si Rosa se sert de ce cadre bien typé, ce n’est pas tant pour développer une thématique nationale, comme cela a pu être affirmé un peu légèrement (notamment par Álvaro Lins, chantre de la littérature brésilienne nationale), ou pour mettre en scène des personnages incarnant un hypothétique caractère national brésilien, mais pour en faire le décor de récits faustiens, dantesques, homériens, quichottesques, récits dont la folie, la destinée et le mystère constituent les thèmes, et dont les protagonistes — idiots, enfants, animaux — ont seuls le pouvoir de déceler dans les choses quotidiennes, à la surface desquelles la métaphysique affleure, le miracle et le mystère.

### Corpo de BaileetDiadorim
Un périple effectué par Rosa en 1952 au Mato Grosso, sera suivi d’une période de grande fécondité littéraire. Dans les années qui suivirent, entre 1953 et 1955, il rédigea en effet ses deux œuvres les plus amples et les plus complexes : Corpo de Baile d’abord, recueil réunissant sept nouvelles longues, puis son unique roman, Grande sertão: Veredas (titre de la traduction française : Diadorim), — publiés coup sur coup en janvier et mai 1956, respectivement.
Corpo de Baile est sans doute son œuvre la plus autobiographique, avec en particulier la nouvelle Campo Geral, où l’auteur conte en fait une expérience personnelle, emblématique, qu’il vécut enfant : l’expérience d’un garçonnet passant pour indolent jusqu’au jour où un médecin de passage détecte sa myopie et lui prescrit des lunettes ; le monde alors s’ouvrit subitement à lui, lui apparaissant comme quelque chose de miraculeux, expérience qui peut passer pour une métaphore de sa création littéraire.
Grande sertão: Veredas est l’œuvre maîtresse de Rosa, que l’auteur qualifiait d' « autobiographie irrationnelle ». Il s'agit d'un texte extraordinaire par son ampleur, sa structure, son souffle, son langage, sa multistratification, et par la pluralité des interprétations auxquelles il peut donner lieu : on a pu y voir une grande allégorie de la condition humaine, tout en le considérant à la fois comme un roman philosophique, psychologique, initiatique, et comme une épopée apparentée aux chansons de geste, en rapport avec les littératures et les mythologies aussi bien orientales qu'occidentales. En dépit de toutes ces strates interprétatives, on peut se contenter de le lire comme un roman d’aventures captivant, aux multiples péripéties, et au dénouement inattendu.

#### L'intrigue deGrande Sertão: Veredas(traduction française:Diadorim)
Dans un immense monologue dont aucun découpage en chapitres ne facilite la lecture, un propriétaire terrien âgé, Riobaldo, raconte sa jeunesse aventureuse à un intellectuel issu de la ville, et qu’il imagine bardé de diplômes. Apparu par hasard dans sa fazenda de l’intérieur de Minas Gerais, dans la haute vallée du fleuve São Francisco, ce narrateur inconnu serait venu enquêter sur le monde du sertão en cours de disparition ; et il écoute le témoignage du vieil homme sans l’interrompre pendant trois journées d'affilée.
Maintenant riche et sédentaire, le protagoniste-narrateur a mené — probablement dans les années 1920/30 —, l’existence errante des jagunços, ces bandits de grand chemin écumeurs du sertão de Minas, plus ou moins au service de chefs politiques locaux en opposition avec le gouvernement central de la jeune république brésilienne. Et son discours est d'emblée marqué par l’obsession qu’il pourrait être un suppôt de Satan : en effet, pour venger Joca Ramiro, le chef charismatique assassiné par deux de ses lieutenants, Riobaldo avait imaginé de s’assurer l’appui du prince des ténèbres, en le citant à comparaître sur les Veredas Mortes, un espace a priori négatif, situé sur une hauteur, à la croisée de deux veredas aux eaux stagnantes. En contradiction totale avec la charge positive dont le terme de vereda bénéficie tout au long du récit où il identifie un paysage d’oasis orné de palmiers buritis en contraste avec la sécheresse des plateaux du sertão de Minas Gerais, ce toponyme se trouve réhabilité à la fin du roman lorsqu’un habitant de la contrée en rectifie le qualificatif : en « réalité » il s’agissait des Veredas Hautes et non pas Mortes.
Le prétendu pacte avec Lucifer se serait déroulé à une date non précisée, mais qu’un certain nombre de repères temporels fournis au hasard du discours permet au lecteur méticuleux de situer par recoupements à la minuit de la Saint Jean d’hiver. En fait, le diable n’a pas comparu, et pourtant à l’issue de cette nuit fatidique, investi d’une puissance irrésistible, Riobaldo prend la tête de la bande, et pourchasse victorieusement les traîtres, qui sont exécutés au terme de deux combats décisifs : l’un dans la plaine du Tamandua-tão, l’autre dans le hameau de Paredão, deux espaces dont la topographie suggère la sacralité. Cependant l’épopée débouche sur la tragédie : le fils de Joca Ramiro, l’étrange Diadorim aux yeux verts, ce jagunço pour lequel le protagoniste ressentait une attirance qui était plus que de l’amitié, périt au climax de l’ultime combat, et la toilette de son cadavre révèle l’un des mystères que le récit n’a cessé d’entretenir...
Mais au-delà de l'intrigue, l’essentiel réside dans l’interrogation permanente du narrateur sur les motivations profondes qui ont déterminé ses actes tout au long de sa traversée du sertão. Cette interrogation, est menée avec l’aide d’un guide spirituel, un adepte du spiritisme d’Allan Kardec, ce « Compère Quelémém », que Riobaldo consulte régulièrement, et dont les références multiples à la réincarnation et à la loi du Karma, fonctionnent comme autant d’appels susceptibles de s’appliquer au « destin » de son disciple. Quant à la visite inopinée du narrateur, elle constitue une occasion idéale pour remettre en question toute la vie de l’ex-jagunço, et notamment l’horrible hypothèse d’une éventuelle damnation consécutive à la tentative de pacte avec le diable. 

#### Le sertão oriental-occidental
Entre autres énigmes, Riobaldo s’inquiète de sa relation avec le premier des chefs jagunços, Hermógenes, sous les ordres de qui il entreprendra sa traversée du sertão, avant que ledit Hermógenes n’assassine Joca Ramiro. Cet Hermógenes apparaît d’emblée comme une caricature du traître, émanation du mal absolu ; d’ailleurs la rumeur le prétend lié à Satan par « le » pacte qui lui assurerait la victoire en toutes circonstances. Mais à un autre niveau, « Père et Fils d’Hermès » comme son nom l’indique, Hermógenes incarne les forces obscures et chtoniennes symbolisées par ce « Premier Mercure » que les alchimistes disent devoir extraire et intégrer à leur matière première au tout début de leur entreprise. Et c’est bien sous son égide que Riobaldo intègre les forces des ténèbres, lors de son premier combat, et en dépit de la haine irrationnelle qu’il ne cesse de ressentir à l’encontre de son initiateur, avant même que ce dernier n’ait commis son forfait. Pour incarner ensuite le Chef chargé d’éliminer du sertão la figure maléfique d’Hermógenes, l’apprenti Riobaldo devra progresser sur la voie de la maîtrise.
Il entreprend cette démarche, d’abord sous le parrainage de Zé Bébélo qui prenait la tête des jagunços restés fidèles à l’image idéalisée de Joca Ramiro après son assassinat. Nouveau Zorobabel réorganisant une troupe désemparée, Zé Bébélo ne parviendrait pas à conduire ses hommes en Terre Promise. À la suite d'un premier échec lors du siège de la Fazenda des Toucans – fazenda dans laquelle le lecteur averti pourra reconnaître le Temple-Pyramide-Nécropole de Memphis installé dans la vallée brésilienne du fleuve São Francisco – il s’immobilisait sur les terres de Seô Habão que ses voisins immédiats appellent Abrão, du nom du premier patriarche d’Israël. Là-bas, comme Moïse cédant de son plein gré le pouvoir à Josué, Zé Bébélo investissait son protégé Riobaldo en le baptisant du nom d’Urutu-Branco (Crotale-Blanc), sous lequel le nouveau Chef entreprend de parachever l’œuvre de vengeance ‑ et de sanctionner le karma d’Hermógenes comme dirait « Compère Quélémem ».
L’investiture lui est solennellement conférée le jour de la Saint Jean, juste après la nuit du « pacte », et sous les acclamations des compagnons de combat qui ont inconsciemment identifié la symbolique de ce nouveau nom : l’urutu est un serpent d’un noir de jais ; reconnaissable à la croix qui marque sa tête il inflige une morsure foudroyante en se projetant sur sa victime, ce qui lui vaut le qualificatif de « serpent volant ». Une telle onction signifiait le but à atteindre, à savoir le point où les oppositions duelles se résorbent, où le noir et le blanc, l’oiseau et le reptile, le haut et le bas cessent d’être perçus contradictoirement, en un mot le Centre par excellence où l’humanité se confond avec la divinité.
Ce point alchimique de la Coincidentia Oppositorum, le protagoniste l’avait atteint à l'instant du « pacte », à la minuit de la Saint-Jean d'hiver, c'est-à-dire à l'instant du solstice où l'univers bascule et, pour ce qui est de l'hémisphère sud, s'oriente vers la montée de la lumière. Alors, au climax du défi lancé à Satan, celui qui était encore le jagunço Riobaldo connaissait l'ivresse de l'extase qui le projetait dans ce que le narrateur qualifie d'étoiles absolues. Il l’atteint une deuxième fois, dressé sur sa monture, sous un angico – l'acacia brésilien ‑ dominant l’immense plaine du Tamandua-tão. Là-bas, les bras croisés sous la mitraille, armé d’un revolver dont il ne fera pas usage et qui symbolise son pouvoir sur la « révolution » en cours, le Crotale-Blanc ordonne en un faisceau convergeant sur sa personne les forces centrifuges que la bataille a déchaînées. Dès lors au-delà du totem du tamanoir du sertão — le tamandua dont aucun spécimen ne pointe le bout de sa queue en ce lieu — le toponyme acquiert une dimension cosmique : sous l’impulsion du Chef, immobile et invulnérable, régissant le mouvement universel depuis l’Axe du Monde sous lequel son cheval est allé se fixer, la Dualité archétype (Tam magna dua) s’y révèle porteuse de l’Unité essentielle ; le summum exprimé dans la langue portugaise par le comparatif tão (tant, tellement) devient le Tao de la tradition orientale. Ou encore, en d’autres termes empruntés à cette même tradition, c’est par le non-agir — le wu-wei du Zen — que le Crotale-Blanc s’est assimilé au Centre, Ici et Maintenant. Évidemment, pas plus que le concept de Tao, ce comportement qui renvoie à une philosophie à laquelle un jagunço du sertão n’a pas accès, n’est identifié comme tel : le narrateur l’évoque comme une réaction instinctive et non préméditée, sur laquelle il insiste comme lui ayant assuré la victoire dans un élan qui le projetait dans une extase comparable à celle qu’il avait connue sur les Veredas Mortes. C’est au narrateur — et par delà au lecteur —, que revient la tâche d’identifier la dimension orientale, et éventuellement d’en attribuer le fondement aux échos d’une incarnation antérieure — comme diraient « Compère Quélémem » et le kardécisme — au cours de laquelle Riobaldo aurait pu pratiquer les arts martiaux japonais.
Ce même point crucial, le protagoniste l’atteint enfin au climax de l'ultime combat, qu’il voit se dérouler au pied de la Tour dominant le hameau de Paredão – un toponyme qui dans le lexique régional est l'équivalent du français Précipice. Au sommet de cette Tour, Riobaldo était allé s’établir dans l’espoir d’y renouveler l’exploit de la victoire du Tamandua-tão. Mais là-haut, paralysé par une crise de fièvre typhoïde, il perd connaissance au moment précis où, en bas, Diadorim et le traître Hermogénés se poignardent mutuellement. À l’instar de saint Paul sur le chemin de Damas, celui qui se croyait toujours le Chef Crotale-Blanc est doublement précipité : le corps, vers le bas, et l’esprit, libéré de sa prison de chair, vers le haut et la lumière de la Connaissance ; le discours du narrateur précise bien qu’ayant « monté les abîmes » il « trépassait » en percevant « du plus loin », des coups de feu qui venaient du plus profond des profondeurs ». Ainsi se répondent l’expérience « victorieuse » du Tamandua-tão et la « catastrophe » du Paredão, aspects positif et négatif d’une seule et même réalisation, au terme de laquelle le héros, renonçant à la gloire du Chef jagunço, entreprend une démarche cette fois d’ordre spirituel. Il lui sera désormais possible d’approcher quelques-unes des vérités qu’il avait vécues sans même les soupçonner.
Car c’est bien une traversée initiatique dont il évoque la progression à l’intention de qui voudra bien le suivre dans son exploration du Grand Sertão pour en identifier les arcanes — d’une traversée sur laquelle planent les ombres tutélaires de Jason, de Janus et d’Orphée, tout autant que de Moïse, d’Abraham ou du Baptiste, d’une traversée où le diable n’est qu’un comparse folklorique hérité de la culture populaire occidentale. Entre autres, la fameuse nuit du « pacte », au-delà des apparences sataniques, se lit comme une mise en scène de l’Œuvre au Noir, étape fondamentale du Grand Œuvre alchimique. Et c’est une traversée qui passe par des lieux privilégiés dont la position géographique et les toponymes portent les signes du sacré.
C'est le cas, notamment, de ces « hautes terres » « si près du ciel », au lieu-dit des Hauts Palmiers, où se situe la Fazenda Santa Catarina, que tout sépare du monde profane, à commencer par son nom : dans Catarina, transparaît aussi bien l'étymon grec signifiant la pureté que Kether, la plus haute émanation divine de l'arbre séphirotique de la Kabale hébraïque. Conduit en cet endroit magique, alors qu'à son insu il suivait ce qu'il appelle « la route de Dieu » le jagunço-chevalier errant s'y ressourçait au contact de la Femme idéale qu’il épouserait à la fin de son aventure, Otacilia la bien nommée, la Dame du Ciel détentrice du Tao inscrit en anagramme dans la première partie de son prénom. C’est encore le cas de ce hameau du Vert-Romarin, sur les frontières occidentales du Grand Sertão. Là-bas le Chef renaît littéralement au contact de deux hétaïres, Maria da Luz et Hortensia, incarnations du Soleil et de la Lune — du Yang et du Yin dirait-on en Orient — qui y vivent en parfaite harmonie dans un avatar du jardin des Hespérides où elles accueillent tous les hommes en mal d’amour – ou plutôt tous ceux qui ont besoin de rééquilibrer en énergies féminines Yin, les excès de masculinité Yang qui les animent.
Et cette traversée du Grand Sertão, est aussi illustrée par la rencontre d’êtres porteurs de valeurs que le protagoniste n’identifie pas, et sur lesquelles il s’interroge en nous interrogeant en même temps que son auditeur. Témoin, ce Do-Zabudo établi sur les frontières de Goiás et de Minas, qui n’est « diabolique » que dans la mesure où il ne correspond pas aux normes en vigueur dans l’univers machiste des jagunços. En fait, c’est un sage qui se règle sur la voie spirituelle du Zazen sur laquelle se fondent les Budōs japonais : insaisissable comme l’eau, il pratique la forme la plus subtile des arts martiaux qui lui permet de remporter la victoire sans user de violence, en s’adaptant en permanence par l’esquive face à l’agressivité d’un adversaire qui ne connaît que la force brutale. En revanche, il arrive au Crotale-Blanc, de se comporter selon des critères qui relèvent de ces mêmes arts martiaux, et toujours sans que lui-même les identifie. C’est le cas dans son duel à mort avec Treciziano, l’unique jagunço qui s’insurge à la sortie du Liso do Sussuarão — le Désert du Jaguar — censé protéger la fazenda d’Hermógenes contre toute attaque venue de Minas. Croyant avoir affaire à une incarnation de Satan, le Chef est confronté à un personnage que la description du narrateur présente comme un samouraï en furie dont l’agression est assimilée en toutes lettres à « un suicide ». Et ce semeur de trouble portant la zizanie jusque dans son nom de Treciziano, est décapité dans un geste foudroyant du Crotale-Blanc, un geste que le discours du vieux Riobaldo évoque avec effroi, en insistant sur le fait qu’il s’agissait d’un réflexe excluant tout contrôle de la raison : en fait, en plein silence mental, sous l’empire du sixième sens, un maître de Kendo éliminait le « dragon du seuil » qui, sur la frontière du Jaguar, tentait de s’opposer à la Loi du Tao – de la Diké dirait-on dans le contexte occidental.
Au bout du compte, le récit du narrateur construit un réseau d'épiphanies dont le héros perçoit confusément la signification maintenant qu'est venu le temps de la réflexion. Ce réseau, il l'a parcouru selon une dynamique déterminée par les énergies qui régissent le mouvement de l'Univers : les forces opposées et complémentaires de la Grande Déesse Mère et du Père tout-puissant, Yin-Yang, Soufre-Mercure, et dont son entourage faisait vivre les multiples facettes, jusques et y compris leur paradoxale convergence dans la figure de l'Androgyne incarnée par l'énigmatique Diadorim. Ainsi, l’évolution qui porte le protagoniste à la tête des jagunços se réalise au nom du Père, lors des phases solaires de montée du Yang dans l’univers, et l’involution qui le ramène à la Mère résulte de la primauté des phases lunaires dominées par le Yin.
Cependant ces données métaphysiques dont la conjugaison détermine la traversée du Grand Sertão ne sont jamais clairement exprimées. Il incombe au lecteur pour qui la littérature ne serait pas que passe-temps sans conséquence, d’apporter sa pierre à l’édification de l’œuvre, comme ne cesse de l’y inviter l’écrivain, en faisant répéter à son narrateur, comme un tic verbal, mire e veja o senhor – Monsieur, regardez et voyez. C’est la démarche classique des philosophes fils d’Hermès Trismégiste qui, brouillant l’ordre des idées, exigent de leurs disciples en puissance un effort pour accéder aux arcanes. Mais en plus, ici, l’accès à cette sagesse se complique du fait que le contenu ésotérique déjà en lui-même ardu, est cristallisé sous forme d’un énoncé qui, s’il n’est pas à proprement parler sibyllin, n’en demeure pas moins codé. Le langage que parle Riobaldo n'est qu'en apparence celui des sertanejos illettrés : c'est d'abord un langage supposé proche des origines et auquel l'analyse étymologique est susceptible de donner pleinement son sens. Toutefois cette analyse étymologique n’est pas celle des philologues modernes ; elle s’inscrit dans la droite ligne des dialogues platoniciens sur les origines des mots et des noms de personne ‑ le Cratyle en premier ‑ et relève d’une façon plus générale des spéculations portant sur le caractère divin de l'origine des langues où l’on prétend remonter, par le jeu des analogies sonores, jusqu’au Verbe primordial.
Cette analyse s’applique au titre même de Grande Sertão : Veredas en partant de l'opposition d'ordre géographique que ces trois termes suggèrent a priori : d’un côté l’aridité du sertão, de l’autre, le paysage d’oasis que le régionalisme veredas évoque pour les habitants de Minas Gerais à moins que, faute d'information, on ne perçoive dans ce dernier terme que le sens de « chemin de traverse » attesté par les dictionnaires non spécialisés. A la lumière de la tradition alchimique d'occident, cette opposition se résout en complémentarité réunissant les « éléments d’en bas », la Terre (le sertão) et l’Eau (les veredas). Quant au déterminatif Grande, outre la dimension spatiale, il implique l’archétype instaurant le sacré dans la réalité profane. Alors, les veredas, ces oasis qui alchimiquement équilibrent en fluides la sécheresse terrestre du sertão, deviennent des chemins susceptibles de mener au Ser Tão, à cet Être Absolu que l’Occident nomme Dieu, au Principe Indifférencié qu’en Extrême-Orient certains qualifient de Tao. Dans ces conditions, les deux points séparant-reliant les trois termes rappellent ceux qui se répondent dans le Tai Ki oriental : au cœur du Yin noir, un point blanc marque la présence d’un germe Yang latent, tandis qu’un point noir situe la puissance Yin à l’intérieur de l’expansion blanche du Yang. Ainsi l’Orient et l’Occident sont réunis dès le frontispice de l'œuvre en une formule authentiquement brésilienne mais qui porte en filigrane, sous la référence à des données régionalistes, la dynamique de la dualité construisant l'Unité essentielle dans l'opposition-complémentarité de ses composantes.

### Primeiras EstóriasetTutaméia
En 1962, Rosa fit paraître Primeiras estórias, composé de 21 nouvelles courtes, très poétiques, d’une dizaine de pages chacune, dans lesquelles le souffle épique tend à céder le pas à une expérimentation langagière très poussée. Ce travail sur la langue se poursuivra plus avant encore dans l’ouvrage suivant de Rosa, Tutaméia (avec le sous-titre déroutant de Terceiras estórias, alors qu’il n’y avait jamais eu de Secundas estórias), lequel regroupe une quarantaine de nouvelles très brèves, entrecoupées de préfaces, qui livrent en quelque sorte la clef de sa création littéraire, ce qu’il nomme son « autopsychographie », tandis que parallèlement son expérimentalisme langagier s’intensifiait encore, faisant dire à Carlos Drummond de Andrade que c’était finalement une bonne chose que Rosa mourût, car, poursuivant dans cette voie de l’artifice littéraire, il eût risqué de voir son lectorat s’écarter de lui irrévocablement.
Le terme estória, néologisme forgé par Rosa par altération de história (histoire), vise à différencier les textes de ce recueil d’une part du conto (terme par lequel en portugais on désigne la nouvelle), d’autre part de l’história (l’Histoire) ; il recouvre un type de récits comportant un bout d’Histoire raconté, tiré de la tradition orale, apparenté au conte de fées. Ces estórias se démarquent nettement des nouvelles antérieures de Rosa (d’où le qualificatif de primeiras), non seulement par leur ampleur moindre, mais aussi par l’atmosphère de féerie qui les imprègne. Apparaissant très hétérogènes par presque tous les aspects, — présentant en effet une grande diversité de ton (tragique, comique, satirique), de sujet, de perspective, de genre (histoires fantastiques, psychologiques, autobiographiques), de style (érudit, populaire, lyrique, etc.), — les récits de Primeiras estórias trouvent néanmoins, par leur caractère féerique, qui est consubstantiel au sentiment de la vie de l’écrivain lui-même, une profonde unité. La féerie procède de ce que ces récits sont construits autour d’événements qui sont comme une extrémité, l’affleurement d’un mystère, ou, si rien ne se passe au niveau des faits, autour de quelque miracle que nous ne pouvons pas voir, mais que les personnages de fous, d’enfants ou d’animaux qui peuplent ces récits sont à même de percevoir, ou de deviner, même en l’absence d’indices explicites, d’où d’ailleurs la place centrale que ces personnages occupent dans ce recueil. L’impression de féerie procède également de l’intérêt soutenu qui est porté à toutes choses à tout moment, de l’effet grossissant que cet intérêt produit, une importance égale étant accordée à toutes les choses, sans hiérarchie ; des objets infimes du quotidien peuvent prendre ainsi une importance démesurée, par l’effet de descriptions minutieuses, reprécisées, révisées par touches successives plusieurs fois dans le cours d’un même récit, par quoi celui-ci peut prendre parfois un ton incantatoire. Contribue enfin à ce caractère féerique le sentiment du fatum, omniprésent dans le recueil, c'est-à-dire le sentiment que la vie, d’une manière impénétrable, est liée à une destinée (une des estórias s’intitule Fatalidade) ; cependant les ressorts et les nécessités qui sous-tendent notre vie et notre destinée sont inaccessibles à la logique et réfractaires à la routine, et seuls les idiots et les enfants ont quelque chance de pouvoir les pénétrer.

### Œuvres posthumes
Enfin furent publiés, à titre posthume, Estas estórias (1969) et Ave palavra (1970), recueils qui regroupent des textes trouvés après la mort de l’auteur.

### Le langage rosien
Les nombreux écarts par rapport à la norme du portugais que contiennent les ouvrages de Rosa, et de façon générale l’extrême nouveauté du langage et l’originalité des formes du récit, peuvent en rendre la lecture parfois ardue, en particulier quand on les lit dans la version originale. Ces écarts, présents dès le premier recueil de nouvelles Sagarana, iront, par la suite, croissant au fil des années, tant en nombre qu’en hardiesse, au point que les jugements sur son œuvre finirent par se diviser, certains reprochant à Rosa d’user d’artifices et d’incliner à l’obscurité. Assurément, il ne sera pas possible au lecteur de faire l’économie d’une période d’acclimatation plus ou moins longue.
L’on peut recenser les opérations et cheminements qui sont à la base du langage rosien. Il est à relever tout d’abord que Rosa entendait puiser à toutes les sources de la langue portugaise, au premier chef dans le langage populaire de sa région natale du Minas Gerais, et plus précisément la parlure du Sertanejo (habitant du sertão) illettré. Ensuite il avait recours aux sources les plus anciennes de la langue, savoir le portugais médiéval du Portugal ; en ce sens, il se qualifiait lui-même de « réactionnaire linguistique », plutôt que de révolutionnaire, voulant faire du neuf à partir du vieux : je veux, dit-il dans l’unique entretien qu’il accorda à Lorenz, retourner chaque jour aux origines de la langue, là où le verbe se trouve encore caché dans les entrailles de l’âme. Faisant montre d’une vaste érudition, et dédaignant le purisme, il n’hésitait pas à incorporer dans sa prose des emprunts à d’autres langues, des archaïsmes, des régionalismes de toute espèce, des indianismes ; il inventait des proverbes, ou donnait de proverbes classiques une version décalée ; il créait des néologismes, jonglait avec les contaminations, les allitérations et différents types de rime, jusqu’à l’infantilité, tant Rosa semble prendre un plaisir enfantin à se servir des mots comme de jouets. Sa syntaxe d’autre part reste simple, caractérisée essentiellement par des juxtapositions de propositions, donnant à sa prose un caractère oral et primitif, et une intense musicalité et poéticité. Dans une lettre à son traducteur allemand, Rosa déclara : il me faut tout, le langage du Mineiro, du Brésilien, du Portugais, il me faut le latin, peut-être aussi la langue des Esquimaux et des Tartares. Nous avons besoin de mots nouveaux!

## Liste des œuvres de Rosa

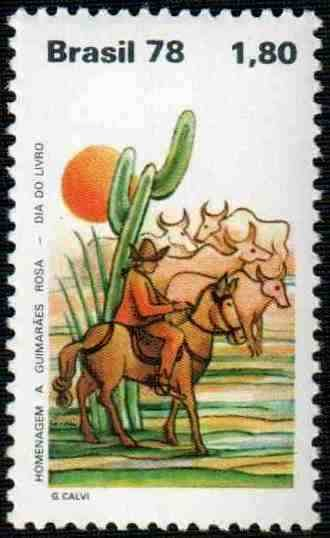
Timbre postal émis en 1978 en hommage à l’écrivain.

- 1929 - Caçador de camurças, Chronos Kai Anagke, O mistério de Highmore Hall et Makiné.
- 1936 - Magma.
- 1946 - Sagarana.
- 1947 - Com o Vaqueiro Mariano.
- 1956 - Corpo de Baile.
- 1956 - Grande Sertão: Veredas.
- 1962 - Primeiras Estórias.
- 1967 - Tutaméia – Terceiras Estórias.
- 1969/70 - Estas Estórias et Ave, Palavra (posthumes)

## Traductions françaises
- Buriti, Seuil, 1956.
- Les Nuits du Sertao. Buriti, tome 2, Seuil, 1962.
- Hautes plaines, Seuil, 1969.
- Diadorim, trad. de Grande Sertão: veredas, nouvelle trad. de M. Lapouge-Pettorelli, Albin Michel, 1991; réédition, 2006 ; Livre de Poche, 2017.
- Sagarana, Albin Michel, 1997, trad. de Jacques Thieriot.
- Mon oncle le jaguar, Albin Michel, 1998, trad. de Jacques Thieriot.

- Toutaméia, Seuil, 1999, trad. de Jacques Thieriot.
- Mon oncle le jaguar et autres histoires (Estas Estórias), Chandeigne, 2016, trad. de Mathieu Dosse (Grand Prix de traduction de la ville d'Arles 2016; Prix de la traduction Gulbenkian-Books 2017)